# Арнедо Альварес, Херонимо
Херонимо Арнедо Альварес (исп. Gerónimo Arnedo Álvarez; 14 октября 1897, Сан-Николас — 12 июня 1980, Буэнос-Айрес) — аргентинский политик-коммунист, деятель рабочего движения, публицист.

## Биография
Происходил из семьи аргентинских крестьян-пеонов, с 1913 года (по другим данным, с 8-летнего возраста) работал сначала батраком на плантации, затем на холодильном заводе и грузчиком в порту. В 1925 году вступил в Коммунистическую партию Аргентины, состоял членом профсоюза. В 1927 году возглавлял руководство забастовками протеста против казни в США Сакко и Ванцетти.
До 1930 года занимал в партии невысокие посты в портовом городе Авельянеда, но затем стал укреплять своё положение. В 1933 году вошёл в состав ЦК партии, прекратив заниматься физическим трудом и перейдя полностью на партийную работу. В 1930—1932 годах, в период диктатуры генерала Урибуру (и затем во время Второй мировой войны) находился в подполье и пытался сплотить силы аргентинского пролетариата. В конце 1933 года был направлен партией в Москву, где учился в Международной ленинской школе и, по некоторым данным, участвовал в строительстве Московского метрополитена. На родину вернулся в 1935 году.
С 1935 по 1937 год возглавлял партийную организацию в Буэнос-Айресе, в июне 1938 года вошёл в состав Исполкома компартии и вскоре стал её генеральным секретарём. За свою деятельность арестовывался властями в 1930, 1931 годах и в феврале 1943 года. Генсеком оставался до конца жизни, в последний раз был переизбран в 1973 году. Опубликовал ряд работ по истории рабочего движения в Аргентине.

## Награды
- орден Октябрьской Революции (13.10.1972)
- орден Дружбы народов (13.10.1977)